# Samorzutne rozszczepienie jądra atomowego
Samorzutne rozszczepienie jądra atomowego (nazywane również spontanicznym, oznaczane skrótem SF, od ang. spontaneous fission) – forma rozpadu promieniotwórczego (przemiany jądrowej) charakterystyczna dla bardzo ciężkich jąder atomowych. Pierwiastkami najbardziej podatnymi na ten rodzaj rozpadu są ciężkie aktynowce, np. mendelew lub lorens, i transaktynowce, np. rutherford. W uranie lub torze (ostatnimi pierwiastkami praktycznie występującymi w przyrodzie) spontaniczne rozszczepienie zachodzi, jednak z tak małym prawdopodobieństwem, że zazwyczaj jest pomijane przy podawaniu sposobów rozpadu danego izotopu pierwiastka (z wyjątkiem bardzo dokładnych obliczeń aktywności próbek zawierających te nuklidy).
Matematycznie kryterium możliwości zajścia rozszczepienia spontanicznego określa wzór:
{\displaystyle {\frac {Z^{2}}{A}}\geqslant 47}
gdzie Z jest liczbą atomową nuklidu, zaś A jego liczbą masową (np. dla uranu-238 jest to Z = 92 oraz A = 238).
Jak wskazuje nazwa, samorzutne rozszczepienie kończy się podziałem jądra (tak jak i wymuszone rozszczepienie), jednak występuje bez zderzenia neutronu czy innej cząstki z ciężkim jądrem. Spontaniczne rozszczepienie uwalnia neutrony, tak jak wymuszone rozszczepienia, więc w przypadku zgromadzenia odpowiedniej masy danego nuklidu ulegającemu tej przemianie w odpowiedniej geometrii (masa krytyczna), może dojść do samopodtrzymującej się reakcji łańcuchowej. Z tej samej przyczyny radionuklidy dla których ten kanał rozpadu nie jest zaniedbywalny, mogą być używane jako źródła neutronów; np. kaliforn-252 (czas połowicznego rozpadu 2,645 roku, prawdopodobieństwo zajścia rozszczepienia spontanicznego 3,09%) jest często używanym silnym źródłem neutronów (patrz tabela niżej). Przykładowym zastosowaniem neutronów z takiego źródła jest inspekcja bagażu lotniczego pod kątem ukrytych materiałów wybuchowych, pomiar wilgotności gleby w przemyśle budowlanym, budowie dróg lub poszukiwaniu złóż surowców naturalnych, czy też pomiar wilgotności materiałów składowanych w silosach.
Dopóki samorzutne rozszczepienie skutkuje zaniedbywalnie małą zmianą liczby jąder jemu ulegających, jest ono procesem poissonowskim: dla krótkich odstępów czasu prawdopodobieństwo spontanicznego rozszczepienia jest proporcjonalne do długości interwału czasowego.
Spontaniczne rozszczepienie uranu-238 pozostawia ślady uszkodzenia w minerałach zawierających uran, gdyż fragmenty rozszczepienia doznają odrzutu, a będąc w strukturze krystalicznej, niszczą uporządkowanie na swej drodze. Te ślady fragmentów rozszczepienia stanowią podstawę techniki bezwzględnego datowania radiometrycznego znaną jako datowanie metodą trakową.

## Szybkość zachodzenia spontanicznego rozszczepienia[2]
| Nuklid | Czas półzaniku | Liczba rozszczepień samorzutnych na 100 rozpadów | Średnia liczba neutronów z 1 rozszczepienia | Liczba neutronów z 1 grama substancji na sekundę |
| ------ | -------------- | ------------------------------------------------ | ------------------------------------------- | ------------------------------------------------ |
| 235U   | 7,04·108 lat   | 7,0·10−9                                         | 1,86                                        | 1,0·10−5                                         |
| 238U   | 4,47·109 lat   | 5,4·10−5                                         | 2,07                                        | 0,0136                                           |
| 239Pu  | 2,41·104 lat   | 4,4·10−10                                        | 2,16                                        | 2,2·10−2                                         |
| 240Pu  | 6569 lat       | 5,0·10−6                                         | 2,21                                        | 920                                              |
| 252Cf  | 2,638 lat      | 3,09                                             | 3,73                                        | 2,3·1012                                         |

W praktyce pluton-239 będzie zawsze zawierać pewną ilość plutonu-240, ze względu na tendencję plutonu-239 do absorpcji dodatkowego neutronu podczas produkcji. Wysokie prawdopodobieństwo spontanicznego rozszczepienia plutonu-240 czyni z niego niepożądane zanieczyszczenie. Pluton militarny zawiera nie więcej niż 7,0% plutonu-240. Rzadko używany rodzaj bomby atomowej opartej na metodzie działa posiada tzw. czas wprowadzania, rzędu milisekundy, podczas którego prawdopodobieństwo rozpadu powinno być jak najmniejsze (nie dopuszczając do przedwczesnego wybuchu). Z tego powodu w takim typie broni właściwym do użycia jest uran-235. Prawie wszystkie bomby jądrowe używają jakiegoś rodzaju metody implozyjnej.
Rozszczepienie spontaniczne może wystąpić o wiele szybciej, gdy jądro atomu ulegnie superdeformacji.

## Historia
Rozszczepienie spontaniczne zostało odkryte już po odkryciu rozszczepienia wzbudzanego neutronami. Trudno było odróżnić przypadki obu rozszczepień z powodu promieniowania kosmicznego wytwarzającego neutrony i tym samym mogącego wzbudzać reakcje rozszczepień. Skuteczną osłonę przed promieniami kosmicznymi stanowi gruba warstwa skał lub wody. Dlatego też rozszczepienie spontaniczne odkryli w 1940 roku dwaj radzieccy fizycy, Gieorgij Florow i Konstanty Pietrzak w trakcie badań uranu w laboratorium w moskiewskim metrze na stacji Dynamo, 60 m pod powierzchnią gruntu.